# دانیل بوژکوف
دانیل بوژکوف (بلغاری: Даниел Ангелов Божков؛ زادهٔ ۲۷ آوریل ۱۹۸۳) بازیکن فوتبال اهل بلغارستان است.
از باشگاه‌هایی که در آن بازی کرده است می‌توان به باشگاه فوتبال بوتو پلوودیو و باشگاه فوتبال ویدزف ووچ اشاره کرد.
وی همچنین در تیم ملی فوتبال بلغارستان بازی کرده است.